# Le Méridien

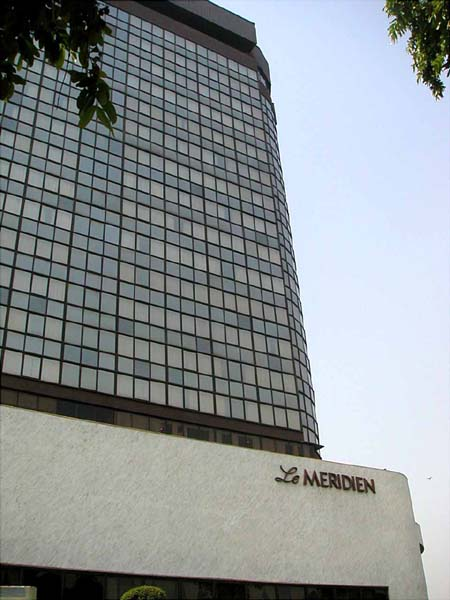
Hotel a Nuova Delhi

Le Méridien Ltd. è una catena alberghiera con sede a Londra, di proprietà della Starwood Hotels & Resorts Worldwide, con 100 hotel in oltre 40 paesi.

## Storia
Le Méridien fu fondata a Parigi nel 1972 da Air France e acquistata dal gruppo inglese Forte Group nel 1994 che ne trasferì la sede a Londra. Dopo un periodo di crisi finanziaria, acquistata dalla Starwood.